# French Kiss (film, 1995)
Pour les articles homonymes, voir French Kiss et Bons baisers de....
Pour plus de détails, voir Fiche technique et Distribution.
French Kiss ou Bons baisers de France au Québec est un film américano-britannique réalisé par Lawrence Kasdan, sorti en 1995.

## Synopsis
Kate (Meg Ryan), une Américaine, professeur d'histoire, vit à Toronto avec son futur époux Charlie (Timothy Hutton), médecin. Ils sont sur le point de s'acheter la maison de leurs rêves grâce, entre autres, aux économies de Kate. Charlie doit passer quelques jours à Paris pour un séminaire et demande à Kate de l’accompagner. Celle-ci refuse car elle ne peut quitter le territoire canadien dans l'attente de sa naturalisation.
Un soir, Charlie appelle Kate depuis Paris pour lui annoncer qu'il est tombé amoureux d'une certaine Juliette et qu'il ne reviendra pas. Désespérée, Kate surmonte sa peur panique de l'avion et part à Paris à la recherche de son fiancé. Dans l'avion, vient s'assoir à côté d'elle Luc (Kevin Kline), un Français hâbleur qui vit de petites arnaques. Luc profite d'un moment où Kate est assoupie pour glisser dans son sac un cep de vigne enroulé dans un tissu contenant un collier en diamants, afin de passer la douane plus tranquillement. Kate passe en effet la douane sans problème. Alors que Luc s'approche pour lui reprendre son sac, il est interpelé par un inspecteur (Jean Reno) qui lui propose de l'amener à Paris. Luc a sauvé la vie de l'inspecteur dans le passé mais il le surveille de près car il se doute bien que Luc vient à Paris pour des « affaires ».
Kate arrive en taxi à l'hôtel où est logé Charlie. Le concierge refuse avec cynisme de lui dire le numéro de chambre de Charlie. Quand Kate l’aperçoit à la sortie de l'ascenseur avec Juliette, elle s'évanouit. Bob, le petit voleur (François Cluzet) qui était en train de parler avec elle en profite pour voler son sac et ses bagages. Luc survient et comprend alors que Bob (qu'il connaît) a pris le sac contenant le bijou. Il file avec Kate à l'appartement de Bob mais celui-ci a déjà tout vendu… sauf le cep de vigne enroulé dans le tissu. Kate comprend alors que Luc l’a utilisée. Elle le lui reproche puis part, seule, sans papiers ni bagages dans Paris, uniquement avec son sac. Luc examine la plante, ouvre le tissu et découvre que le collier n’y est plus. Il repart voir Bob qui lui assure qu'il n’a aucune idée de l'histoire du collier. Il doit donc être dans le sac de Kate ! Luc part à sa recherche. Kate, entre-temps, essaie auprès de l'ambassade des États-Unis et du Canada d'obtenir des papiers pour repartir mais ses demandes sont rejetées car elle ne devait pas quitter le territoire. Elle apprend du concierge de l'hôtel que Charlie et Juliette partent à Cannes et se décide à y aller. Luc l'apprend également mais se voit pris en filature par l’inspecteur à la suite de la dénonciation de Bob. Il leur échappe et arrive à monter dans le même train que Kate.
Pendant le voyage, Kate mange trop de fromage et est prise de crampes à l'estomac. Luc et elle descendent en chemin, dans un village de Provence qui se trouve être le village natal de Luc. Ils vont dans la maison familiale où la famille l'accueille à bras ouverts. Kate est heureuse de découvrir cette nouvelle facette de Luc. Luc fouille discrètement le sac de Kate et ne trouve pas le collier. Il décide malgré tout de l'accompagner à Cannes pour l'aider dans sa reconquête de Charlie car Kate lui a fait voir qu'il poursuit lui aussi un rêve fou, celui de replanter une vigne dans sa région natale (Luc avait perdu ses terrains au jeu avec son frère). Kate lui révèle tout d'un coup qu'elle a le collier !
À Cannes, la stratégie est de faire comme si de rien n’était, de tomber sur Charlie et de ne pas le supplier, de se montrer comme indépendante. Cela marche car Charlie est interloqué. Charlie et Kate ont rendez-vous le soir même pour fixer les détails matériels de leur rupture. Charlie se rend compte qu'il est toujours amoureux de Kate et lui demande de lui pardonner mais… Kate se rend compte qu'elle ne l'aime plus. Parallèlement, Luc et Juliette passent la soirée ensemble et, sur le point de faire l'amour, Luc murmure « Kate ». Juliette part.
Le lendemain, Kate s'apprête à repartir mais est interpelée par l'inspecteur qui lui explique que si Luc ne rend pas le collier, il ira en prison. Kate convainc Luc qu'elle ira vendre le collier chez Cartier et, dans la bijouterie, elle le remet à la police tandis que Cartier accepte de lui signer un chèque en échange de toutes ses économies. Elle le remet à Luc qui est furieux car le montant est inférieur à ce qu'il attendait. Leurs chemins se séparent. Luc rencontre l'inspecteur qui lui révèle finalement ce que Kate vient de faire pour lui. Luc part à sa recherche et la retrouve dans l'avion. Ils s'avouent leur amour et restent finalement vivre ensemble en Provence, dans les vignobles.

## Fiche technique
Sauf indication contraire, les informations mentionnées dans cette section peuvent être confirmées par la base de données cinématographiques IMDb,  présente dans la section « Liens externes ».
- Titre original et français  : French Kiss
- Titre québécois : Bons baisers de France
- Réalisation : Lawrence Kasdan
- Scénario : Adam Brooks
- Musique : James Newton Howard
- Direction artistique : Gérard Viard et Jean-Claude Frequin (non-crédité)
- Décors : Kara Lindstrom
- Costumes : Joanna Johnston
- Photographie : Owen Roizman
- Montage : Joe Hutshing
- Production : Tim Bevan, Eric Fellner, Kathryn F. Galan et Meg Ryan
- Production déléguée : Charles Okun
- Production associée : Liza Chasin
- Sociétés de production : PolyGram Filmed Entertainment, Prufrock Pictures, Twentieth Century Fox Film Corporation et Working Title Films
- Sociétés de distribution : Twentieth Century Fox Film Corporation (États-Unis) et PolyGram Filmed Entertainment (Royaume-Uni) ; Pan-Européenne (France)
- Budget : 40 millions de dollars[1]
- Pays de production :  États-Unis,  Royaume-Uni
- Langue originale : anglais, français
- Format : couleur - 2.35:1 - Panavision (anamorphique) - 35 mm
- Genre : comédie romantique, drame
- Durée : 111 minutes
- Dates de sortie :
  - États-Unis : 5 mai 1995
  - France : 30 août 1995
  - Royaume-Uni : 3 novembre 1995

## Distribution
Légende : Version Québécoise = VQ
- Meg Ryan (VF : Martine Irzenski ; VQ : Natalie Hamel-Roy) : Kate
- Kevin Kline (VF : Dominique Collignon-Maurin ; VQ : James Hyndman) : Luc Teyssier
- Timothy Hutton (VF : Jean-Philippe Puymartin ; VQ : Daniel Lesourd) : Charlie
- Jean Reno (VF : lui-même ; VQ : Jean-Marie Moncelet) : Jean-Paul
- François Cluzet (VF : lui-même) : Bob
- Suzan Anbeh (VQ : Violette Chauveau) : Juliette
- Renée Humphrey (VQ : Johanne Léveillé) : Lilly
- Michael Riley (VQ : Bernard Fortin) : Campbell
- Laurent Spielvogel (VF : lui-même) : concierge
- Victor Garrivier (VF : lui-même ; VQ : Aubert Pallascio) : Octave
- Élisabeth Commelin : Claire
- Julie Leibowitch : Olivia
- Miquel Brown : le sergent Patton
- Louise Deschamps : la fille de Jean-Paul
- Olivier Curdy : le garçon de Jean-Paul
- Claudio Todeschini : Antoine Teyssier
- Jerry Harte : Herb

## Production

### Genèse et développement
Le rôle de Luc était initialement prévu pour Gérard Depardieu mais, celui-ci n'étant pas disponible pour le tournage, Kevin Kline a accepté ce rôle.
À l'origine, le titre s'est vu intitulé Paris Match, un jeu de mots avec le magazine français, avant d'être obligé de le changer suivant des discussions de Billy Crystal auprès de la Motion Picture Association, étant trop proche de celui de sa comédie romantique Forget Paris, alors sortie deux semaines plus tard.

### Tournage
Le tournage a lieu, entre le 17 août et le 22 décembre 1994, en France, particulièrement à Paris pour l'hôtel George-V, le musée du Louvre, l'avenue des Champs-Élysées, le basilique du Sacré-Cœur de Montmartre, la grande pharmacie de la place Blanche, le palais de Chaillot, la place des Abbesses, la tour Eiffel, les studios de Billancourt, ainsi que la scène extérieure de l'ambassade des États-Unis et celle de l'du Canada. Il se déroule également en Provence-Alpes-Côte d'Azur pour les scènes de la récolte des raisins au château de Val Joanis de Pertuis et La Tour-d'Aigues (Vaucluse), celles de la gare de Meyrargues (Bouches-du-Rhône) et celles de la place des Arcades à Valbonne, puis à Cannes (Alpes-Maritimes).
| - Hôtel George-V, Paris. - Tour Eiffel, Paris. - Avenue des Champs-Élysées, Paris. - Jardin du château de Val Joanis, Pertuis. - Place des Arcades, Valbonne. |

### Musique
La musique du film est composée par James Newton Howard. La bande originale du film French Kiss Original Soundtrack est distribuée le 9 mai 1995 par le label Mercury Records.
Liste de pistes
1. Someone Like You, interprétée par Van Morrison (4:06)
2. La vie en rose, interprétée par Louis Armstrong (3:22)
3. Les yeux ouverts, interprétée par The Beautiful South [3:35]
4. Via Con Me, interprétée par Paolo Conte (2:36)
5. I Love Paris, interprétée par Toots Thielemans (1:36)
6. Feels Like A Woman, interprétée par Zucchero (5:12)
7. I Love Paris, interprétée par Ella Fitzgerald (4:57)
8. Verlaine, interprétée par Charles Trenet (3:10)
9. C'est trop beau, interprétée par Tino Rossi (2:31)
10. La mer, interprétée par Kevin Kline [3:46]
11. I Want You (Love Theme From 'French Kiss'), composée par James Newton Howard (2:04)
12. Les yeux de ton père, interprétée par Les Négresses vertes (3:57)